# Clark Mountain
Ne doit pas être confondu avec Mont Clark.
Clark Mountain est une montagne de la Chaînon Clark Mountain,  tout près de la frontière entre la Californie et le Nevada, aux États-Unis.
La montagne s'élève abruptement au nord du Mountain Pass et de l'Interstate 15 et, avec 2 418 mètres d'altitude constitue le point culminant du désert des Mojaves. Du fait de cette altitude, on y trouve une végétation particulière : des créosotiers (creosote bush) et des forêts d'arbres de Josué poussent au pied de la montagne, tandis que des pins à pignons, des genévriers et des sapins du Colorado occupent la partie supérieure. Il neige au sommet pendant l'hiver bien que la montagne reçoive peu de précipitations annuellement.
Clark Mountain est aussi un site d'escalade réputé, développé par Randy Leavitt à partir de 1992, avec notamment la voie Jumbo love ouverte en 2008 par Chris Sharma qui a annoncé une cotation de 9b.